# Popular Electronics
Popular Electronics és una revista iniciada per Ziff-Davis Publishing, l'octubre de 1954 dirigida als aficionats i experimentadors a l'electrònica. Aviat es va convertir en la "revista electrònica de major venda en el món". La circulació va ser de 240.151 exemplars l'abril de 1957 i de 400.000 el 1963. Ziff-Davis publicà Popular Electronics fins a l'abril de 1985. Gernsback Publicacions va adquirir el títol el 1988 i la va rebatejar com Hands-On Electronics. Aquesta versió de Popular Electronics es va publicar fins al desembre de 1999.
Un article de portada de Popular Electronics podria llançar un nou producte o empresa. El cas més famós, el gener de 1975, va ser el de l'ordinador personal Altair 8800 a la portada, això va iniciar la revolució informàtica. Paul Allen va exposar el projecte a Bill Gates, i ambdós van escriure un intèrpret BASIC per als ordinadors Altair, l'Altair BASIC. Aquest va ser el primer producte de Microsoft.
L'Altair 8800, un microordinador dissenyat el 1975, es va vendre com un kit a través de la revista. Els fabricants van planejar vendre només alguns centenars d'equips als aficionats, i es van sorprendre quan es van vendre deu vegades aquesta quantitat només en el primer mes.